# Merionoedopsis aeneiventris
Merionoedopsis aeneiventris là một loài bọ cánh cứng trong họ Cerambycidae.